# تغییرات فیبروسیستی پستان
تغییرات فیبروسیست پستانی یا بیماری فیبروسیست پستانی حالتی از بافت پستان است که حدود ۳۰ تا ۶۰ درصد از زنان را تحت‌تأثیرخود قرارمی‌دهد. این بیماری توسط برآمدگی‌های غیرسرطانی، که گاهی‌اوقات می‌تواند باعث ناراحتی شود و اغلب به صورت دوره‌ای در ارتباط با تأثیرات هورمونی از چرخه قاعدگی است، مشخص می‌شود. نام‌های قدیمی‌تر این عارضه شامل ورم پستان مزمن کیستیک (به انگلیسی: chronic cystic mastitis) و دیسپلازی پستانی (به انگلیسی: mammary dysplasia) می‌تواند باشد. از آنجا که یک اختلال بسیار معمول است، برخی از مولفین استدلال کرده‌اند که نباید آن را «بیماری» نامید، در حالی که دیگران احساس می‌کنند که معیارهای یک بیماری را دارد. البته این بیماری فرمی کلاسیک از ورم پستان (التهاب پستان) نمی‌باشد.
بیشتر زنان دارای تغییرات فیبروسیست و دارای هیچ علائمی نیازی به درمان ندارند، اما پیگیری نزدیک ممکن است توصیه شود.
بیماری فیبروکیستیک پستان در خانم‌ها  بسیار شایع است. ۳۰% الی ۴۰% خانم‌ها از سنین بلوغ تا ۵۰ سالگی دچار این عارضه می‌شوند. از آنجایی که این بیماری بسیار شایع است، دیگر به عنوان بیماری در نظر گرفته نمی‌شود و معمولاً نگرانی از بابت آن وجود ندارد.  این بیماری غالباً پس از یائسگی برطرف می‌شود (مگر این که هورمون درمانی با استروژن انجام گیرد)

## نشانه‌ها
بیماری تغییرات فیبروسیست پستانی با بافت لیف-مانند و ناصاف در پستان مشخص می‌شود. این توده‌ها نرم و با لبه‌های صاف هستند و معمولاً به‌صورت آزاد با توجه به سازه‌های مجاور درحال‌حرکت هستند. برجستگی‌ها گاهی اوقات می‌تواند با بی‌نظمی در پستان که با شرایط همراه است، پنهان شود. برآمدگی‌ها اغلب در قسمت فوقانی، بخش بیرونی پستان (نزدیکترین به زیر بغل) هویدا می‌شوند. زنان دارای تغییرات فیبروسیست ممکن است درد در پستان خود را به صورت مداوم یا متناوب تجربه کنند. پستان‌ها و نوک پستان‌ها ممکن است در طول این حالت خارش‌دار باشند.
نشانه‌ها با روند تناوبی نزدیک به چرخه قاعدگی گره خورده‌اند. این نشانه‌ها قبل از هر دوره تمایل به اوج گرفتن می‌کنند و پس از آن کاهش می‌یابند. پستان ممکن است احساس کامل‌بودن و متورم شدن را در هنگاک اوج داشته باشد. هیچ عوارض و عواقبی مرتبط به شیردهی در این بیماری کشف‌نشده‌است.
درد در کل پستان، خصوصاً درست قبل از شروع عادت ماهانه وجود دارد.
توده‌ها معمولاً در هر دو پستان وجود دارند. ممکن است تنها یک توده وجود داشته باشد، اما معمولاً چندین توده وجود دارد.
این توده‌ها غالباً قبل از عادت ماهانه بزرگ می‌شوند و بعد از آن کوچک می‌شوند.

## علت
بروز این عارضه ناشناخته است، اما بروز آن احتمالاً به استروژن و دیگر هورمون‌های تولید شده توسط تخمدان‌ها مربوط است.

## پیشگیری
بهتر است سیگار نکشید و از نوشیدنی‌های کافئین دار (مثل چای و قهوه) پرهیز کنید.
پس از تشخیص، پستان‌ها باید هر ماهه توسط خود فرد از نظر به وجود آمدن توده‌های جدیدتر یا تغییر درتوده‌های قبلی بررسی شوند. در صورت بروز هرگونه تغییری به پزشک باید اطلاع داده شود.
اگر بیش از ۴۰ سال دارید، ماموگرافی به‌طور منظم  انجام شود

## عواقب مورد انتظار
توده‌های پستانی مرتباً ظاهر و پس از مدتی برطرف می‌شوند. البته بعضی از توده‌ها از بین نمی‌روند و به‌طور دایمی باقی خواهند ماند. این توده‌ها سلامتی را به خطر نمی‌اندازند. گاهی می‌توان بعضی از کیست‌ها را با سوزن تخلیه کرد، که نهایتاً باعث می‌شود توده از بین برود. اگر توده پس از تخلیه کردن، به‌طور کامل از بین نرود، احتمال دارد سرطانی باشد و باید از آن نمونه گرفته شود و تحت بررسی میکروسکوپی قرار گیرد. عوارض احتمالی  ندرتاً اتفاق می‌افتد که بعضی از توده‌ها ظاهراً خوش خیم به نظر می‌رسند اما در واقع سرطانی هستند. بنابراین برای رد سرطان غالباً لازم می‌شود بررسی‌های تشخیصی انجام گیرند.
درمان  این عارضه درمان قطعی ندارد، ولی با رعایت رژیم غذایی، مصرف منظم ویتامین ای علایم آن کم می‌شود. گاهی از اوقات مصرف داروهای ضد التهاب مثل ژلوفن لازم می‌شود. امکان دارد گذاشتن کمپرس سرد روی توده‌ها برای تخفیف درد کمک‌کننده باشد. هم در روز و هم در شب باید از یک سینه بند مناسب استفاده شود.

## بررسی‌های تشخیصی
عبارتند از ماموگرافی، سونوگرافی (برای افتراق ضایعات کیستیک از ضایعات توپر مفید است)، و نیز اقدامات تشخیصی مثل نمونه برداری یا تخلیه کیست
- پستان‌ها باید درست بعد یا به هنگام شروع عادت ماهانه هر ماهه توسط خود فرد معاینه شوند. در صورت بروز هرگونه تغییری در توده‌هایی که قبلاً تشخیص داده شده‌اند، به پزشک خود مراجعه کنید.
- سالانه حداقل یک بار برای معاینه پستان یا سایر بررسی‌ها به پزشک خود مراجعه نمایید. اگر سابقه سرطان در خانواده شما وجود دارد، امکان دارد نیاز به انجام معاینات به فواصل کمتر باشد.
- - گاهی توصیه می‌شود تومورهای خوش خیم یا ضایعات محتوی چربی نکروز شده در آورده شوند.
رژیم غذایی از نوشیدنی‌هایی که حاوی کافئین هستند (قهوه، چای، و برخی نوشیدنی‌های دیگر) پرهیز کنید.
از خوردن غذاهای چرب و سرخ کردنی خودداری کنید. نمک رژیم غذایی نیز باید کم شود.  کاکائو و شکلات مصرف نکنید.

## نگارخانه

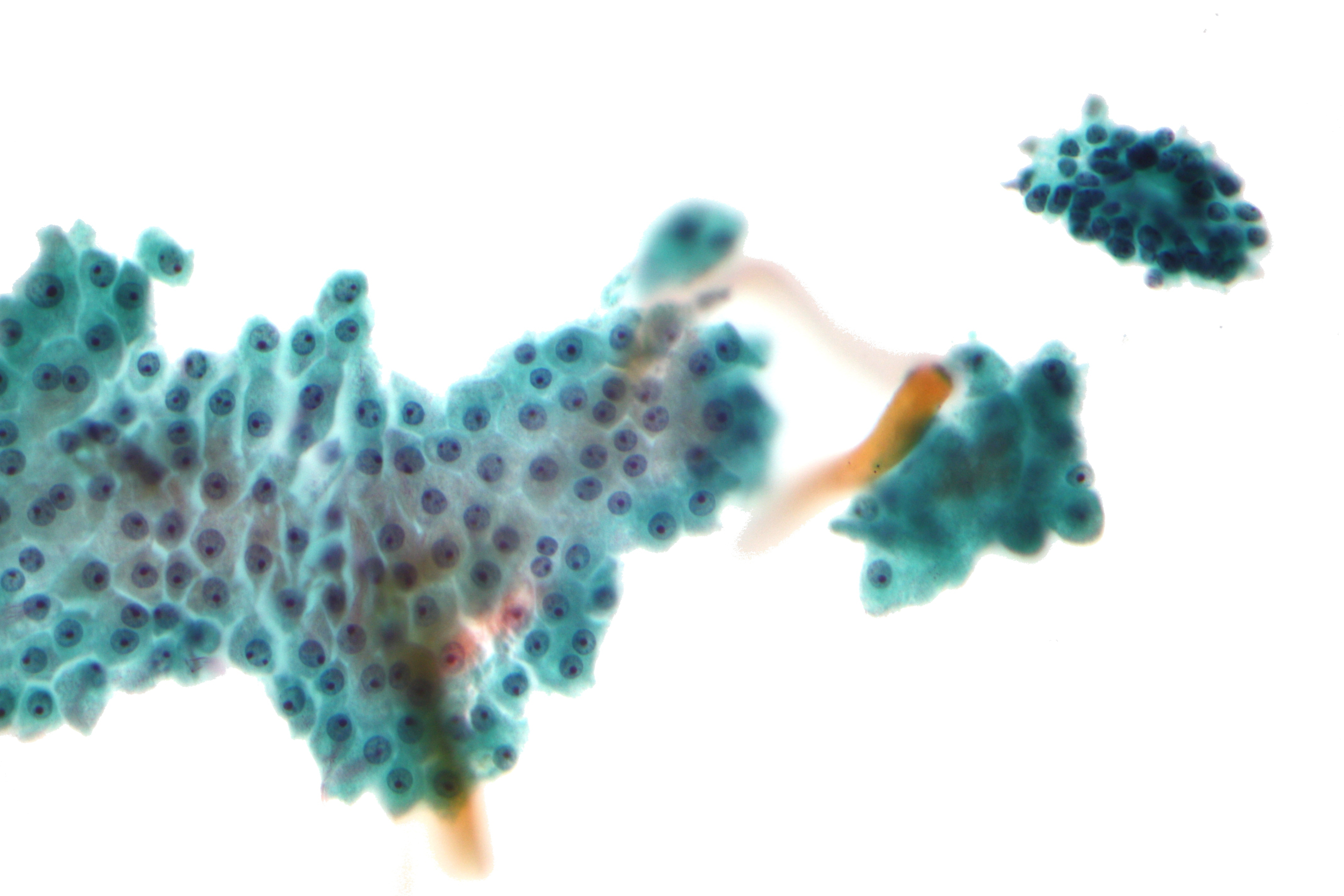